# Praominis
Els praominis (Praomyini) són una de les tribus més diverses i abundants dels rosegadors de la subfamília dels murins. Aquest grup fou descrit el 2008 per Lecompte et al. Les espècies d'aquest tàxon són endèmiques d'Àfrica. La tribu aparegué fa 10,2 ± 0,6 Ma, però tots els gèneres vivents avui en dia daten de fa 7,6 ± 0,6 Ma o menys. Algunes espècies causen danys als conreus i són vectors de malalties humanes i bovines.